# Connected (film 2008)
Connected (in cinese tradizionale: 保持通話; in cinese semplificato: 保持通话) è un film del 2008 diretto da Benny Chan.
È un film d'azione scritto e prodotto ad Hong Kong dallo stesso regista, basandosi sulla pellicola statunitense Cellular (2004). Un uomo, interpretato da Louis Koo, riceve sul proprio cellulare un'accorata telefonata da parte di una donna, interpretata da Barbie Hsu, che chiede disperatamente aiuto in quanto è stata rapita e segregata da un gruppo di violenti criminali.
Secondo i produttori, il remake di Cellular avrebbe potuto attrarre gli utenti di telefoni cellulari di Hong Kong, e decisero quindi di affidare a Benny Chan la stesura della sceneggiatura del film. Gli sceneggiatori hanno lavorato due anni sulla scrittura del film. Chan ha voluto che rispetto al film precedente Connected avesse personaggi e situazioni più credibili. Le riprese principali si sono tenute a Hong Kong.
La data di uscita di Connected è il 25 settembre 2008 (Hong Kong).

## Trama
Grace Wong è una giovane vedova che sta tornando a casa dopo aver accompagnato la figlia di sei anni a scuola. Mentre è alla guida, un  veicolo colpisce la sua auto ed ella viene rapita. I rapitori si recano a casa di Grace dove uccidono la cameriera ed avviano l'ispezione del luogo. Grace, rinchiusa in una casa abbandonata, riesce a riparare un telefono distrutto e prova così a chiedere aiuto a qualcuno. Riesce così casualmente a mettersi in contatto con Bob, un padre single che per lavoro riscuote debiti. Bob ha promesso a suo figlio, il piccolo Kit-Kit, e a sua sorella, Jeannie, che li avrebbe incontrati all'aeroporto, prima che Kit-Kit prenda il volo per l'Australia.
Bob, che risponde con il cellulare dalla sua automobile, accetta di aiutare la donna, e fa ascoltare la chiamata ad un ufficiale di pattuglia, Fai, il quale però non sentendo più nulla, crede che l'uomo sia vittima di uno scherzo di cattivo gusto. Grace si era momentaneamente zittita perché il capo dei rapitori, Fok Tak-Nang, era entrato nella stanza con un nuovo ostaggio, Joe, l'amico di suo fratello che si capisce essere il vero obiettivo della banda di criminali. Fok costringe Grace a contattare il fratello, Roy, che però non risponde al telefono. Così Fok uccide Joe e decide di andare a prendere anche la figlia di Grace, Tinker. Grace, tornata sola, supplica Bob di prelevare sua figlia da scuola prima che Fok la rapisca. Bob si precipita ma non riesce ad evitare il rapimento della bambina. Sprezzante del pericolo, Bob si lancia all'inseguimento dei rapitori con la propria auto, ma li perde di vista dopo un terribile incidente dal quale esce comunque incolume. Dalle macerie dell'auto recupera una pistola che un suo collega esattore aveva dimenticato, e salito su un'altra vettura riprende l'inseguimento.
Avendo il cellulare quasi scarico, Bob va in un negozio per acquistare un caricabatterie. Esasperato dalla lentezza del commesso  spara un colpo di pistola, ottiene subito quanto chiesto, e paga di corsa senza chiedere il considerevole resto. Il fatto, ripreso dalle telecamere della videosorveglianza, è subito trasmesso dalla televisione. Fai riconosce l'uomo dello "scherzo" e, insospettitosi, si dirige verso la residenza della donna della telefonata, dove una sedicente Grace Wong lo rassicura facendolo convinto che quello strano episodio non necessitasse di ulteriori indagini. Fok e i suoi hanno intanto individuato il fratello di Grace, Roy, che è ricoverato in ospedale.
All'ospedale, Bob scopre che i rapitori sono in realtà agenti dell'Interpol. Prelevato Roy lo portano sulla collina dove è nascosto uno zaino dal contenuto prezioso. Con grande abilità Bob riesce a fare suo lo zaino e dopo un incredibile inseguimento riesce a far perdere le proprie tracce mentre però, sfortunatamente, avendo distrutto il proprio cellulare interrompe i contatti con Grace. Fai intanto ricorda che la voce sentita al telefono era diversa da quella della donna da lui incontrata, e così, insospettito vi torna di nuovo.
Qui, dopo aver visto il cadavere della domestica, è aggredito dalla criminale, che riesce ad uccidere. Scopre così che si trattava di un'agente dell'Interpol. Grace, cui viene scoperto il telefono rudimentale, uccide il proprio carceriere e prova a scappare dopo aver liberato la figlia, ma viene nuovamente catturata. Bob intanto, aperto lo zaino, scopre che l'origine di tante efferatezze è in un video contenuto in una videocamera. In questo video, girato da Roy, Fok spara e uccide due spacciatori, rubando agli stessi la merce. Bob, stavolta col cellulare di Roy preso dallo zaino, chiama Fok, e gli propone di incontrarsi all'aeroporto per scambiare le prove che lo incastrerebbero, con gli ostaggi. Andando all'aeroporto conta così di fare in tempo anche a salutare il figlio, come promesso.
Fai, che intanto ha sollecitato il suo superiore, l'odiato Cheung, accorre in aeroporto, anche lui grazie ad un cellulare, quello dell'agente da lui uccisa, sul quale i colleghi hanno comunicato il luogo dell'appuntamento. Così all'aeroporto gli ostaggi sono liberati e Fok e i suoi arrestati. Consegnata la prova a Cheung, questi si rivela per quello che è realmente, un malvivente al servizio dei poliziotti corrotti. Ma di nuovo Fai ha capito tutto e così nasce uno scontro finale nel quale Fai uccide Cheung e Bob il perfido Fok. Di nuovo fondamentale il cellulare in quanto Bob aveva riversato lì il filmato incriminato, che ha poi inviato alla polizia che è così accorsa giusto in tempo.
Bob può finalmente incontrare Grace di persona. Lei lo abbraccia e lo ringrazia mentre lui la saluta dicendole di considerare l'idea di andare a cena insieme. Intanto suo figlio Kit-Kit, sul punto di salire sul suo aereo, ha visto in TV l'atto eroico del padre, e corre da lui insieme alla sorella. Bob, alla fine, è riuscito a mantenere la promessa.

## Interpreti e personaggi
- Louis Koo (古天樂) interpreta Bob, un esattore di debiti e padre che è stato lasciato dalla moglie. Dopo la collaborazione con il film Rob-B-Hood (2006), Koo fu la prima scelta di Benny Chan per interpretare il ruolo di Bob, descritto come il più difficile del film.[1]
- Barbie Hsu (徐熙媛) è Grace Wong, la donna rapita. Grace è una madre vedova, che possiede un'azienda di giocattoli di successo. Hsu è un'attrice Taiwanese che appare per la prima volta in un film di Hong Kong. Ella si disse interessata al proprio personaggio, che riesce a superare tutte le proprie vulnerabilità: “Il personaggio è la vittima in tutto. Dopo essere stata rapita e imprigionata, deve assistere ad un omicidio. È tutto molto spaventoso. Eppure mi piace questo personaggio, perché riesce a mettere insieme i pezzi di un telefono e a fare una chiamata, il tutto in circostanze difficili.”[2]
- Nick Cheung (張家輝) interpreta il Detective Yu Yan-fai, un poliziotto della Serious Crime Division di Hong Kong cui è stato abbassato il grado, ma che sa riscattarsi proprio a spese del suo primo denigratore.
- Liu Ye (劉燁) interpreta l'Ispettore Fok Tak-nang, l'antagonista principale, un agente dell'Interpol corrotto che è occupato a far sparire le tracce del suo coinvolgimento nel traffico di droga.
- Flora Chan (陳慧珊) interpreta Jeannie, la sorella di Bob, che cerca di incontrare il fratello prima che il figlio parta per l'Australia.[3]
- Carlos Chan (陳家樂) Interpreta Roy Wong, il fratello di Grace che ha filmato Fok mentre rubava la droga a degli spacciatori.
- Louis Fan Siu-wong (樊少皇) interpreta Tong, un altro agente corrotto dell'Interpol che lavora per Fok.
- Eddie Cheung Siu-fai (張兆輝) interpreta il Detective Cheung, un superiore di Fai[3] che si rivela essere corrotto.

Fra gli altri interpreti vi è Ken Hung, nel ruolo di Joe, un amico di Roy che verrà assassinato da Fok; Vincent Kok un uomo a cui Bob ruba l'auto per inseguire Fok (che ha rapito la figlia Tinker), dal momento che la sua è andata distrutta nell'incidente; l'attrice cinese Gong Beibi nel ruolo di Jen, la moglie di Fai; Michelle, attrice asiatica originaria della Germania, un agente dell'Interpol, complice dei rapitori, che si spaccia per Grace Wong; Wong Cho-Lam fa la comparsa come commesso; Raymond Wong Ho-Yin compare come ufficiale di polizia; l'attrice bambina Chan Sze-Wai interpreta Tinker Wong, la figlia di Grace; l'attore bambino Presley Tam, che fece una comparsa su uno scuolabus in Invisible Target, un altro film di Benny Chan, interpreta Kit-Kit, il figlio di Bob; gli attori americani Robbin Harris, David Rock, e Daniel Whyte interpretano agenti dell'Interpol che lavorano per l'ispettore Fok.

## Produzione
Connected è un remake del thriller americano Cellular (2004), interpretato da Kim Basinger e Chris Evans. È anche il primo film di Sirius XM Radio prodotto da Sirius Pictures International. Connected è una co-produzione Cinese-Hong Kong. È stato prodotto delle case di produzione di Hong Kong Emperor Motion Pictures, China Film Group e Warner China Film HG, il distaccamento cinese della Warner Bros.
Il film è prodotto e diretto da Benny Chan, e la star Louis Koo nel ruolo di protagonista. L'attore e il regista si sono riuniti dopo aver collaborato per il film Rob-B-Hood (2006). Chan ha assunto anche, nel ruolo di coordinatore delle acrobazie, Nicky Li, un ex capo del Jackie Chan Stunt Team, che ha lavorato in diversi film di Chan fra cui Rob-B-Hood, Divergence e Invisible Target. La sceneggiatura è stata scritta in collaborazione con Alan Yuen, che in passato ha collaborato con Chan per film come Rob-B-Hood eNew Police Story.

### Sviluppo
Connected è stato girato da Warner China Film HG. La casa di produzione si è rivolta a Benny Chan, uno dei più ricercati registi di cinema d'azione di Hong Kong. Chan e i suoi sceneggiatori hanno lavorato sulla sceneggiatura per due anni. Si sono susseguite varie revisioni della sceneggiatura prima di creare uno scenario simile al film Cellular. Confrontandolo con Cellular si nota che Chan ha voluto rendere il suo film più reale e credibile rispetto alla produzione di Hollywood, anche mettendone in discussione la plausibilità.

### Riprese
Il film è stato interamente girato a Hong Kong con un budget di 45 milioni di HK$ (5.8 mln US$). Chan descrive il film come il più esigente della propria carriera, come anche i co-sceneggiatori  Alan Yuen e Xu Bing che hanno cercato di raggiungere un'enorme fetta di pubblico. Il regista ha dapprima girato le scene con Barbie Hsu per poi passare alla parte con Louis Koo, tuttavia gli attori condividono una scena girata insieme. Durante le riprese, il Governo di Hong Kong si rifiutò di far girare la scena del volo della macchina in un quartiere affollato di Hong Kong, la produzione decise quindi di spostarsi nella periferia, dimostrando di non aver bisogno del supporto dell'amministrazione.

### Stunts
Louis Koo ha realizzato le proprie acrobazie, "Che si tratti di un inseguimento in auto, di rotolare da una collina o saltare fuori da un'auto in caduta, a me va bene fare acrobazie, purché si ottenga l'effetto desiderato". Di seguito ha rivelato di aver riportato delle lesioni esterne. Per la sequenza dell'inseguimento in auto, Koo chiese ed ottenne da Chan di realizzarla egli stesso, dicendo che “il risultato sarebbe stato più credibile”.

## Distribuzione

### Edizione italiana
La direzione del doppiaggio di Connected è a cura di Alessandro Quarta, assistito da Valeria Vidali; la traduzione dall'inglese e l'adattamento dei dialoghi sono a cura di Sara De Santis. La sonorizzazione è avvenuta presso la CTA di Roma, mentre i fonici di doppiaggio e missaggio sono rispettivamente Stefano Zacchi e Mauro Lopez.

## Incassi

### Botteghino
Nel weekend di apertura a Hong Kong, Connected ha raggiunto il top al botteghino, incassando 3,61 milioni di HK$, con 1,08 milioni HK$ da 42 sale in quattro giorni. Alla fine della sua corsa al botteghino, il film ha incassato 13,64 milioni di HK$.

## Riconoscimenti
- 45th Golden Horse Film Awards
  - Miglior Montaggio a Yau Chi-Wai
  - Miglior Coreografia d'Azione a Nicky Li
- 28th Hong Kong Film Awards
  - Miglior montaggio a Yau Chi-Wai
  - Candidatura come miglior Regia a Benny Chan
  - Candidatura come migliore Attrice a Barbie Hsu
  - Candidatura come miglior Coreografia d'Azione a Nicky Li
  - Candidatura come migliori Effetti Sonori a Chris Goodes, Sam Wong